# Casa Blanca (Michoacán)
Casa Blanca es una localidad del estado mexicano de Michoacán. Es parte del municipio de Maravatío.

## Demografía
| Gráfica de evolución demográfica |
|                                  |

| Censo | Población |
| ----- | --------- |
| 1900  | 441       |
| 1910  | 409       |
| 1921  | 132       |
| 1930  | 383       |
| 1940  | 373       |
| 1950  | 418       |
| 1960  | 507       |
| 1970  | 513       |
| 1980  | 510       |
| 1990  | 579       |
| 2000  | 649       |
| 2010  | 780       |
| 2020  | 1004      |